# Blitz no Circo Voador
Blitz no Circo Voador é o quinto álbum ao vivo da banda brasileira Blitz, lançado em 8 de dezembro de 2017, em DVD e streaming. Foi gravado em 15 de abril de 2017 no Circo Voador, no Rio de Janeiro.

## Faixas
| N.º | Título                                         | Duração |  |
| 1.  | "Baile Quente"                                 | 6:19    |  |
| 2.  | "Weekend"                                      | 3:45    |  |
| 3.  | "Nu na Ilha"                                   | 3:53    |  |
| 4.  | "O Último Cigarro"                             | 4:30    |  |
| 5.  | "Chacal Blues"                                 | 4:31    |  |
| 6.  | "Pode Ser Diferente"                           | 3:58    |  |
| 7.  | "A Dois Passos do Paraíso / One Love"          | 6:37    |  |
| 8.  | "Noku Pardal"                                  | 3:45    |  |
| 9.  | "Betty Frigida"                                | 3:33    |  |
| 10. | "Aluga-Se"                                     | 2:48    |  |
| 11. | "Estrangeiro Aventureiro"                      | 3:13    |  |
| 12. | "Martelinho de Ouro"                           | 4:28    |  |
| 13. | "Egotrip"                                      | 4:57    |  |
| 14. | "Fominha" (ft. Zeca Pagodinho)                 | 3:43    |  |
| 15. | "O Rei do Gatilho"                             | 3:31    |  |
| 16. | "Mais Uma de Amor (Geme Geme) / País Tropical" | 5:19    |  |
| 17. | "Coração de Equilibrista"                      | 3:37    |  |
| 18. | "Vítima do Amor"                               | 4:37    |  |
| 19. | "Você Não Soube Me Amar" (ft. Alice Caymmi)    | 6:37    |  |